# Сяри
Ся́ри — вулкан на японском острове Хоккайдо.
Находится на северо-востоке Хоккайдо. Высота вулкана 1547 м над уровнем моря. В настоящее время вулкан неактивен. Является популярным туристическим объектом.